# Luftvejsinfektion
En luftvejsinfektion er en infektionssygdom, der involverer luftvejene. Denne type infektioner inddeles normalt i øvre luftvejsinfektioner og nedre luftvejsinfektioner. Nedre luftvejsinfektioner, såsom lungebetændelse, er oftest langt mere alvorlige end øvre luftvejsinfektioner, såsom forkølelse.

## Typer

### Øvre luftvejsinfektion
Selvom der hersker nogen uenighed om den præcise grænse mellem de øvre og nedre luftveje, betragtes de øvre luftveje almindeligvis som hulrummet over stemmebåndene. Dette inkluderer næsen, bihulerne, svælget og strubehovedet.
Typiske infektioner i de øvre luftveje er halsbetændelse, svælgkatar, strubekatar, bihulebetændelse, mellemørebetændelse, bestemte typer influenza og forkølelse. Symptomer på øvre luftvejsinfektioner kan være hoste, ondt i halsen, løbende næse, næseflåd, hovedpine, let feber, ansigtssmerter og nysen.

### Nedre luftvejsinfektion
De nedre luftveje består af luftrøret, bronkierne, bronkiolerne og lungerne.
Nedre luftvejsinfektioner er almindeligvis mere alvorlige end øvre luftvejsinfektioner. Nedre luftvejsinfektioner er den hyppigste dødsårsag blandt alle infektionssygdomme. De to mest almindelige nedre luftvejsinfektioner er bronkitis og lungebetændelse. Influenza rammer både de øvre og nedre luftveje, men, men de farligere stammer, såsom den yderst skadelige H5N1, plejer at binde sig til receptorer dybt i lungerne.

## Diagnose
En systematisk gennemgang af kliniske forsøg fra 2014 understøtter ikke brug af rutinemæssig hurtig virustest for at formindske antibiotikaforbrug hos børn på skadestuer. Det er uklart, om hurtig virustest på skadestuer for børn med akutte febrile luftvejsinfektioner reducerer omfanget af antibiotikaforbrug, blodprøver eller urinprøver. Den relative risikoreduktion ved røntgenundersøgelse af brystkassen hos børn screenet med hurtig virustest er 77 % sammenlignet med kontrolgruppen. I 2013 udviklede forskere en åndedrætsprøve, der straks kan diagnosticere lungeinfektioner.

## Forebyggelse
På trods af N95-respiratorernes overlegne filtreringsevne målt in vitro, er der ikke udgivet tilstrækkelig klinisk dokumentation til at bestemme, om normale kirurgiske masker og N95-respiratorerne er lige gode til at forhindre luftvejsinfektioner hos sundhedspersonale.
Voksne på intensivafdelinger har en højere risiko for at få en luftvejsinfektion. En kombination af lokale og systemiske antibiotika taget profylaktisk kan forhindre infektion og forbedre den samlede dødelighed hos voksne på intensivafdelinger. Der er ikke tilstrækkelig dokumentation til at anbefale, at antibiotika anvendes til at forhindre komplikationer som følge af en luftvejsinfektion af ukendt årsag hos børn under fem år. Klinisk forskning af høj kvalitet i form af randomiserede kontrollerede forsøg vurderede effektiviteten af D-vitamin som immunstimulans til forebyggelse af luftvejsinfektioner, men endnu ikke træning.